# باب المراتب
باب المراتب وهو الباب التاسع والاخير من أبواب سور حريم دار الخلافة العباسية في بغداد، ويقع بالقرب من ضفة نهر دجلة. واشاد به ياقوت الحموي في معجمه، حيث قال: كان من أَجَلِّ أبواب دار الخلافة وأشرفها، له حاجب عظيم القدر نافذ الأمر، داخل محلة كبيرة كان يسكنها الأكابر والتجار والأشراف ذوو البيوتات القديمة، وكانت الدور بها غالية لها قيمة، ثم باد أهلها وانتقلوا عنها. اما الآن فلم يبقى لها قيمة، واراد اهلها بيعها فلم تشتر منهم فنقضوها وباعوا أنقاضها. وقال أيضا: وبين باب المراتب وبين دجلة نحو رميتي سهم.